# Harringtonjacka

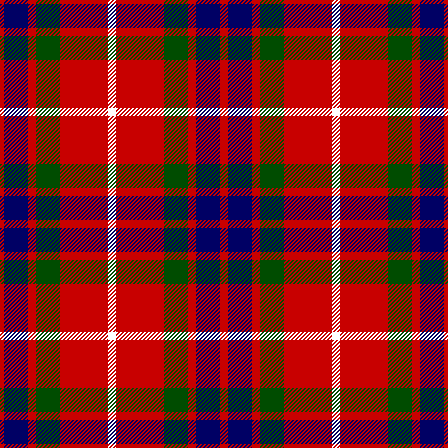
Mönstret "Fraser tartan" som används i Harringtonjackor från Baracuta.

En Harringtonjacka är en midjekort jacka gjord av bomull, polyester, ull eller mocka och vanligtvis med innerfoder i tartan eller rutmönstrat typ.
Det brittiska företaget Baracuta tillverkade de första Harringtonjackorna under 1930-talet och de var ämnade som golfjackor. Deras klassiska modell är Baracuta G9. Jackans popularitet ökade när Elvis Presley bar den i filmen King Creole 1958. Jackan kom att kallas Harrington efter att karaktären Rodney Harrington, spelad av Ryan O'Neal, bar jackan i den långvariga och framgångsrika såpoperan Peyton Place som sändes under 1960-talet. Steve McQueen är en annan filmpersonlighet som burit jackan och bidragit till dess ställning som ikoniskt plagg.
Under 1950-talet blev jackan en del av den amerikanska Ivy League-stilen. Senare tog den sig tillbaka över Atlanten då G9:an blev populär bland mods och senare skinheads och scooterboys. I norden kunde även raggare gå klädda i g9 jackor under 1950-60-talet.